# Geórgios Moraitinis
Geórgios Moraitinis (en grec Γεώργιος Μωραϊτίνης; Egipte, 1892 - ?) va ser un tirador grec que va competir a començaments del segle xx.
El 1920 va prendre part en els Jocs Olímpics d'Anvers, on disputà tres proves del programa de tir. Guanyà la medalla de plata en la prova de pistola militar, 30 metres per equips. En la de pistola lliure, 50 metres per equips fou quart i en la de rifle lliure 300 metres, 3 posicions per equips tretzè.
Quatre anys més tard, als Jocs de París, disputà tres proves més del programa de tir, però amb uns resultats més discrets, ja que en cap de les proves finalitzà entre els deu primers.